# ساشا يانكوفيتش
ساشا يانكوفيتش (بالصربية: Саша Јанковић)‏ (27 أبريل 1970- ) هو محام وصحفي وناشط في مجال حقوق الإنسان وسياسي صربي، عمل كمحقق شكاوى وطني لجمهورية صربيا بين عامي 2007 و 2017. استقال من منصبه في فبراير 2017 من أجل الترشح في الانتخابات الرئاسية الصربية لعام 2017 ، حيث حصل على المركز الثاني بنسبة 16.36٪ من الأصوات. وهو أحد مؤسسي حركة المواطنين الأحرار، وهي منظمة سياسية يسارية وسط في صربيا.
ولد يانكوفيتش في لوزنيكا بصربيا (كانت جزءًا من جمهورية يوغوسلافيا الاتحادية الاشتراكية ). في سنوات دراسته، كان لاعبًا موهوبًا في كرة اليد، ومارس أيضًا الكاراتيه والرماية الترفيهية.

## روابط خارجية
- kihot_ex_of على تويتر.
- الصفحة الرسمية للمرشح الرئاسي ساشا يانكوفيتش
- الصفحة الرسمية لأمين المظالم الصربي